# ديمون نايت
ديمون نايت (بالإنجليزية: Damon Knight)‏ (19 سبتمبر 1922، بيكر سيتي في الولايات المتحدة - 15 أبريل 2002، يوجين في الولايات المتحدة) روائي أمريكي، حاصل على جائزة هوغو لأفضل قصة قصيرة عن «لخدمة الرجل» في العام 1951.

## روابط خارجية
- ديمون نايت على موقع IMDb (الإنجليزية)
- ديمون نايت على موقع أول موفي (الإنجليزية)
- ديمون نايت على موقع ديسكوغز (الإنجليزية)
- ديمون نايت على موقع قاعدة بيانات الفيلم (الإنجليزية)